# Abraão Lincoln Martins
Abraão Lincoln Martins (* 14. Juni 1983 in Jundiaí) ist ein ehemaliger brasilianischer Fußballspieler.

## Karriere
Lincoln begann seine Karriere 2002 bei Paulista FC. 2003 wechselte er zu EC Taubaté. 2004 kehrte er zu Paulista FC zurück. 2007 unterschrieb er einen Vertrag beim japanischen Zweitligisten Avispa Fukuoka, bestritt 39 Zweitligaspiele und schoss dabei 16 Tore. 2008 wechselte er zu Shonan Bellmare. 2010 wechselte er zum bolivianischen Oriente Petrolero. Von 2011 bis 2012 war er beim japanischen Zweitligisten Thespa Kusatsu unter Vertrag. Danach spielte er bei Brasiliense FC, CA Votuporanguense und CA Juventus. 2015 beendete er seine Karriere als Fußballspieler.